# Lockheed F-94 Starfire
Локхид F-94 «Старфайр» («Звёздный огонь», «звёздная вспышка») (англ. Lockheed F-94 Starfire) — первый реактивный всепогодный перехватчик ВВС США. Разработан компанией Lockheed Martin на основе учебно-боевого самолёта T-33 в конце 1940-х годов.
Первый строевой самолёт-истребитель ВВС США, оснащённый ТРД с форсажной камерой. 
Применялся в Корейской войне и состоял на вооружении до 1960 года.

## Боевое применение

### Корейская война
Всего в ходе войны было потеряно 15—20(из них 1 с неизвестным результатом[неизвестный термин]) самолетов.

## Тактико-технические характеристики

Основные проекции самолёта F-94A.

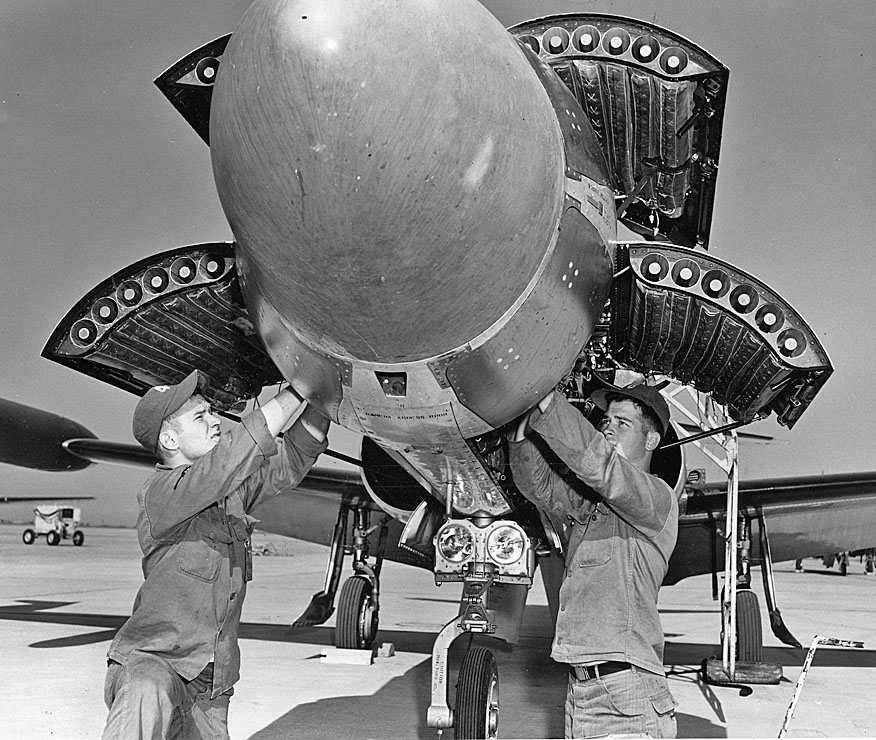
Снаряжение истребителя Lockheed F-94C Starfire 70-мм неуправляемыми ракетами Mighty Mouse

Приведенные характеристики соответствуют модификации F-94C.
Источник данных: Standard Aircraft Characteristics .

Технические характеристики
- Экипаж: 2 (пилот и бортоператор)
- Длина: 13,56 м
- Размах крыла: 11,37 м (без ПТБ на законцовках)
- Высота: 4,54 м
- Площадь крыла: 21,63 м²
- Стреловидность по передней кромке: 9° 18'
- Коэффициент удлинения крыла: 6,1
- Средняя аэродинамическая хорда: 2,05 м
- Профиль крыла: NACA 64A-210
- Колея шасси: 2,8 м
- Масса пустого: 5764 кг
- Масса снаряжённого: 6488 кг
- Нормальная взлётная масса: 9446 кг
- Максимальная взлётная масса: 10 970 кг
- Максимальная посадочная масса: 7411 кг
- Масса в бою: 8015 кг
- Масса топлива во внутренних баках: 1079 кг (+1475 кг в ПТБ на законцовках и 1356 кг в ПТБ под крылом)
- Объём топливных баков: 1385 л  (+1893 л в ПТБ на законцовках и 1741 л в ПТБ под крылом)
- Силовая установка: 1 × ТРДФ Pratt & Whitney J48-P-5
  - Бесфорсажная тяга: 1 × 28,2 кН (2880 кгс) (максимальная)
    - нормальная: 1 × 23,4 кН (2381 кгс)

  - Форсажная тяга: 1 × 38,9 кН (3969 кгс)
  - Длина двигателя: 5,13 м
  - Диаметр двигателя: 1,28 м
  - Сухая масса двигателя: 1252 кг

Лётные характеристики
- Максимальная скорость: 1030 км/ч
- Крейсерская скорость: 767 км/ч
- Скорость сваливания: 244 км/ч (при нормальной взлётной массе)
- Боевой радиус: 385 км (с ПТБ на законцовках)
  - эскортирование с максимальным запасом топлива: 646 км
- Перегоночная дальность: 2052 км
- Практический потолок: 15 789 м
- Скороподъёмность: 54,9 м/с
- Время набора высоты:
  - 12192 м за 9,1 мин.
  - 15240 м за 20 мин.
- Нагрузка на крыло: 437 кг/м² (при нормальной взлётной массе)
- Тяговооружённость: 0,30 / 0,42 (на максимале / с форсажем)
- Длина разбега: 850 м (при нормальной взлётной массе)
- Длина пробега: 1073 м
- Максимальная эксплуатационная перегрузка: +8,67 g

Вооружение
- Точки подвески: 2 (под крылом)
- Боевая нагрузка: 907 кг
- Неуправляемые ракеты:  
  - 24 × 70-мм ракет в носовой части фюзеляжа
  - 24 (2×12) × 70 мм ракет под крылом
- Бомбы: свободнопадающие:
  - 2 × 454 кг или
  - 2 × 227 кг или
  - 2 × 113 кг или
  - 2 × 45 кг